# Pandanus myriocarpus
Pandanus myriocarpus är en enhjärtbladig växtart som beskrevs av John Gilbert Baker. Pandanus myriocarpus ingår i släktet Pandanus och familjen Pandanaceae.
Artens utbredningsområde är Madagaskar. Inga underarter finns listade.